# Tadej Pogačar
Tadej Pogačar (* 21. září 1998 Komenda, občina Komenda) je slovinský profesionální silniční cyklista jezdící za UCI WorldTeam UAE Team Emirates XRG. V roce 2020 se stal jako první Slovinec a zároveň jako druhý nejmladší cyklista historie celkovým vítězem Tour de France, přičemž jako první cyklista v historii získal zároveň tři trikoty, a to žlutý (celkový vítěz), bílý (nejlepší mladý jezdec do 25 let) a puntíkovaný (nejlepší vrchař). Tour de France ovládl v letech 2020, 2021, 2024 a 2025. V roce 2024 se po Eddy Merckxovi a Stephenu Rochovi stal teprve třetím držitelem cyklistické trojkoruny, když vyhrál Giro d’Italia, Tour de France i silniční závod na mistrovství světa. 
Je přirovnáván k cyklistům jako Eddy Merckx, Bernard Hinault a nebo Fausto Coppi.
V roce 2019 se stal nejmladším cyklistou ve věku 20 let, který vyhrál závod v UCI World Tour. Později v roce vyhrál tři etapy v Grand Tour. Nakonec skončil třetí a získal titul mladého jezdce. Při svém debutu na Tour de France i v následujícím roce vyhrál tři etapy a celkovou klasifikaci, stejně jako vrchařskou soutěž a klasifikaci mladých jezdců. Stal se tak jediným jezdcem, který vyhrál tyto tři klasifikace současně. Je prvním slovinským vítězem a ve věku 21 let druhým nejmladším vítězem po Henri Cornetovi, který zvítězil v roce 1904 ve věku 19 let. Je prvním silničním cyklistou v historii, který překonal hranici 6 000 bodů ve světovém žebříčku UCI.
Vyhrál tři různé monumenty pětkrát (Kolem Flander, Lutych–Bastogne–Lutych a třikrát Giro di Lombardia), Paříž–Nice jednou a Tirreno–Adriatico dvakrát.
Momentálně je první v mužské UCI road racing a v sezónách v roce 2021, 2022, 2023 a 2024 skončil jako první v celkovém žebříčku.

## Kariéra

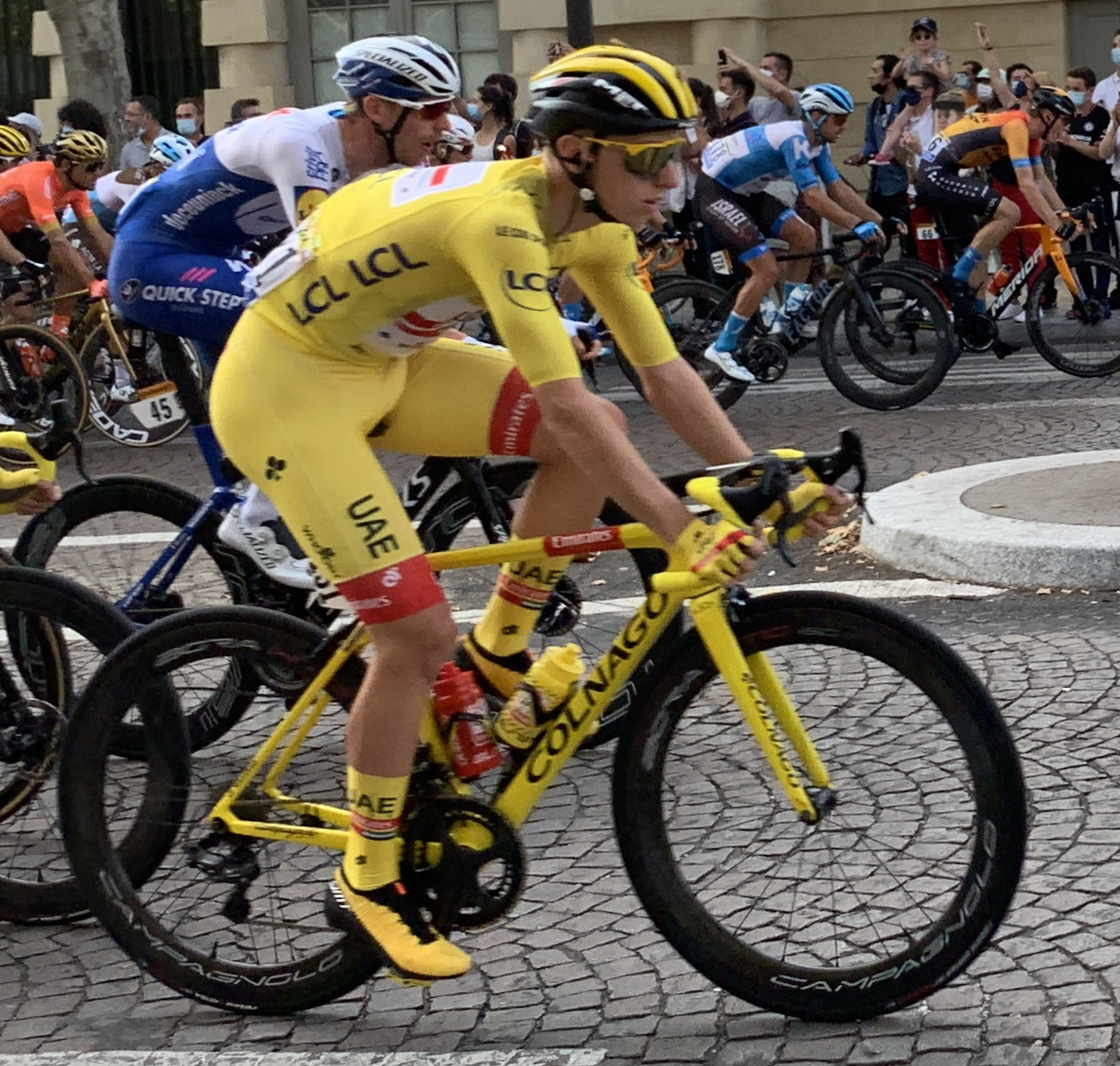
Pogačar ve 21. etapě Tour de France 2020

V roce 2019 podepsal smlouvu s UAE Team Emirates nejméně do konce roku 2023, momentálně má podepsáno do konce roku 2030. V srpnu roku 2019 se zúčastnil Vuelty, kde vyhrál 3 etapy a stal se nejlepším mladým jezdcem. V roce 2020 debutoval na Tour de France, kterou nakonec celou ovládl poté, co se mu v závěrečné časovce podařilo přeskočit svého krajana Primože Rogliče.

## Osobní život
Pogačar žije v Monaku i ve Slovinsku se svou přítelkyní, slovinskou cyklistkou Urškou Žigartovou. Jeho vzorem je Alberto Contador.
Pogačar mluví plynně slovinsky, anglicky a italsky.

## Hlavní výsledky

### Silniční cyklistika
2016
Národní šampionát
 vítěz juniorské časovky
Giro della Lunigiana
 celkový vítěz
 vítěz bodovací soutěže
vítěz 3. etapy
Course de la Paix Juniors
vítěz etapy 2b
Mistrovství Evropy
 3. místo juniorský silniční závod
2017
2. místo Raiffeisen Grand Prix
Národní šampionát
3. místo časovka do 23 let
Tour de Hongrie
3. místo celkově
Istrian Spring Trophy
4. místo celkově
Kolem Slovinska
5. místo celkově
 vítěz soutěže mladých jezdců
Carpathian Couriers Race
5. místo celkově
 vítěz soutěže mladých jezdců
7. místo Piccolo Giro di Lombardia
8. místo GP Laguna
9. místo GP Capodarco
9. místo Croatia–Slovenia
10. místo Giro del Belvedere
2018
Národní šampionát
 vítěz silničního závodu do 23 let
 vítěz časovky do 23 let
Tour de l'Avenir
 celkový vítěz
Grand Prix Priessnitz spa
 celkový vítěz
 vítěz vrchařské soutěže
 vítěz soutěže mladých jezdců
vítěz 3. etapy
Giro del Friuli-Venezia Giulia
 celkový vítěz
 vítěz soutěže mladých jezdců
vítěz Trofeo Gianfranco Bianchin
2. místo GP Palio del Recioto
3. místo celkově Istrian Spring Trophy
Kolem Slovinska
4. místo celkově
 vítěz soutěže mladých jezdců
4. místo Poreč Trophy
4. místo Raiffeisen Grand Prix
5. místo GP Laguna
Mistrovství světa
7. místo silniční závod do 23 let
2019
Národní šampionát
 vítěz časovky
Tour of California
 celkový vítěz
 vítěz soutěže mladých jezdců
vítěz 6. etapy
Volta ao Algarve
 celkový vítěz
 vítěz soutěže mladých jezdců
vítěz 2. etapy
Vuelta a España
3. místo celkově
 vítěz soutěže mladých jezdců
vítěz etap 9, 13 a 20
Kolem Slovinska
4. místo celkově
 vítěz soutěže mladých jezdců
Kolem Baskicka
6. místo celkově
 vítěz soutěže mladých jezdců
6. místo GP Miguel Indurain
7. místo Gran Premio di Lugano
2020
Národní šampionát
 vítěz časovky
2. místo silniční závod
Tour de France
 celkový vítěz
 vítěz vrchařské soutěže
 vítěz soutěže mladých jezdců
vítěz etap 9, 15 a 20 (ITT)
Volta a la Comunitat Valenciana
 celkový vítěz
 vítěz soutěže mladých jezdců
vítěz etap 2 a 4
UAE Tour
2. místo celkově
 vítěz soutěže mladých jezdců
vítěz 5. etapy
3. místo Lutych–Bastogne–Lutych
Critérium du Dauphiné
4. místo celkově
9. místo Valonský šíp
2021
Tour de France
 celkový vítěz
 vítěz vrchařské soutěže
 vítěz soutěže mladých jezdců
vítěz etap 5 (ITT), 17 a 18
Tirreno–Adriatico
 celkový vítěz
 vítěz vrchařské soutěže
 vítěz soutěže mladých jezdců
vítěz 4. etapy
UAE Tour
 celkový vítěz
 vítěz soutěže mladých jezdců
vítěz 3. etapy
Kolem Slovinska
 celkový vítěz
 vítěz vrchařské soutěže
vítěz 2. etapy
vítěz Lutych–Bastogne–Lutych
vítěz Il Lombardia
Kolem Baskicka
3. místo celkově
vítěz 3. etapy
Olympijské hry
 3. místo silniční závod
3. místo Tre Valli Varesine
Národní šampionát
3. místo časovka
5. místo silniční závod
4. místo Milán–Turín
Mistrovství Evropy
5. místo silniční závod
7. místo Strade Bianche
Mistrovství světa
10. místo časovka
2022
Tirreno–Adriatico
 celkový vítěz
 vítěz bodovací soutěže
 vítěz soutěže mladých jezdců
vítěz etap 4 a 6
UAE Tour
 celkový vítěz
 vítěz soutěže mladých jezdců
vítěz etap 4 a 7
Kolem Slovinska
 celkový vítěz
 vítěz bodovací soutěže
vítěz etap 3 a 5
vítěz Giro di Lombardia
vítěz Strade Bianche
vítěz Grand Prix Cycliste de Montréal
vítěz Tre Valli Varesine
Tour de France
2. místo celkově
 vítěz soutěže mladých jezdců
vítěz etap 6, 7 a 17
lídr  po etapách 6 – 10
2. místo Giro dell'Emilia
4. místo Kolem Flander
5. místo Milán – San Remo
Mistrovství světa
6. místo časovka
10. místo Dwars door Vlaanderen
2023
Národní šampionát
 vítěz silničního závodu
 vítěz časovky
Paříž–Nice
 celkový vítěz
 vítěz bodovací soutěže
 vítěz soutěže mladých jezdců
vítěz etap 4, 7 a 8
Vuelta a Andalucía
 celkový vítěz
 vítěz bodovací soutěže
vítěz etap 1, 2 a 4
vítěz Kolem Flander
vítěz Il Lombardia
vítěz Amstel Gold Race
vítěz Valonský šíp
vítěz Clásica Jaén Paraíso Interior
Tour de France
2. místo celkově
 vítěz soutěže mladých jezdců
vítěz etap 6 a 20
2. místo Giro dell'Emilia
Mistrovství světa v silniční cyklistice
3. místo silniční závod
3. místo E3 Saxo Classic
3. místo Coppa Sabatini
4. místo Milán – San Remo
4. místo Giro di Toscana
5. místo Tre Valli Varesine
2024
Tour de France
 celkový vítěz
lídr  v 11. až 18. etapě
vítěz etap 4, 14, 15, 19, 20 a 21 (ITT)
Giro d'Italia
 celkový vítěz
 vítěz vrchařské soutěže
vítěz etap 2, 7 (ITT), 8, 15, 16 a 20
Volta a Catalunya
 celkový vítěz
 vítěz bodovací soutěže
 vítěz vrchařské soutěže
vítěz etap 2, 3, 6 a 7
vítěz Liège–Bastogne–Liège
vítěz Strade Bianche
vítěz Grand Prix Cycliste de Montréal
vítěz Il Lombardia
3. místo Milán – San Remo
7. místo Grand Prix Cycliste de Québec
2025
Critérium du Dauphiné
 celkový vítěz
vítěz bodovací soutěže
vítěz 1., 6. a 7. etapy
UAE Tour
 celkový vítěz
vítěz 3. a 7. etapy
vítěz Kolem Flander
vítěz Lutych–Bastogne–Lutych
vítěz Strade Bianche
vítěz Valonský šíp
Tour de France
vítěz etap 4, 7 a 12
lídr  po etapách 5, 7–9 a 12–
lídr  po etapách 2, 4–5 a 12–
lídr  po etapách 5 a 7
2. místo Paříž–Roubaix
2. místo Amstel Gold Race
3. místo Milán – San Remo

#### Výsledky na etapových závodech
| Výsledky na Grand Tours        |      |      |      |      |      |      |      |
| Grand Tour                     | 2019 | 2020 | 2021 | 2022 | 2023 | 2024 | 2025 |
| Giro d'Italia                  | —    | —    | —    | —    | —    | 1    | —    |
| Tour de France                 | —    | 1    | 1    | 2    | 2    | 1    | 1    |
| Vuelta a España                | 3    | —    | —    | —    | —    | —    | —    |
| Výsledky na etapových závodech |      |      |      |      |      |      |      |
| Závod                          | 2019 | 2020 | 2021 | 2022 | 2023 | 2024 | 2025 |
| UAE Tour                       | —    | 2    | 1    | 1    | —    | —    | 1    |
| Paříž–Nice                     | —    | —    | —    | —    | 1    | —    | —    |
| Tirreno–Adriatico              | —    | —    | 1    | 1    | —    | —    | —    |
| Volta a Catalunya              | —    | NS   | —    | —    | —    | 1    | —    |
| Kolem Baskicka                 | 6    | NS   | 3    | —    | —    | —    | —    |
| Tour de Romandie               | —    | NS   | —    | —    | —    | —    | —    |
| Critérium du Dauphiné          | —    | 4    | —    | —    | —    | —    | 1    |
| Tour de Suisse                 | —    | NS   | —    | —    | —    | —    | —    |

#### Výsledky na klasikách
| Monument                 | 2019 | 2020 | 2021 | 2022 | 2023 | 2024 | 2025 |
| ------------------------ | ---- | ---- | ---- | ---- | ---- | ---- | ---- |
| Milán – San Remo         | —    | 12   | —    | 5    | 4    | 3    | 3    |
| Kolem Flander            | —    | —    | —    | 4    | 1    | —    | 1    |
| Paříž–Roubaix            | —    | NS   | —    | —    | —    | —    | 2    |
| Lutych–Bastogne–Lutych   | 18   | 3    | 1    | —    | DNF  | 1    | 1    |
| Giro di Lombardia        | —    | —    | 1    | 1    | 1    | 1    |      |
| Klasika                  | 2019 | 2020 | 2021 | 2022 | 2023 | 2024 | 2025 |
| Strade Bianche           | 30   | 13   | 7    | 1    | —    | 1    | 1    |
| Dwars door Vlaanderen    | —    | NS   | —    | 10   | —    | —    | —    |
| Amstel Gold Race         | DNF  | NS   | —    | —    | 1    | —    | 2    |
| Valonský šíp             | 53   | 9    | —    | 12   | 1    | —    | 1    |
| Clásica de San Sebastián | DNF  | NS   | —    | —    | —    | —    |      |
| Bretagne Classic         | —    | —    | DNF  | 89   | —    | —    |      |

#### Výsledky na šampionátech
| Akce               | Akce           | 2017      | 2018      | 2019      | 2020      | 2021 | 2022 | 2023 | 2024 | 2025 |
| ------------------ | -------------- | --------- | --------- | --------- | --------- | ---- | ---- | ---- | ---- | ---- |
| Olympijské hry     | Silniční závod | Nejelo se | Nejelo se | Nejelo se | Nejelo se | 3    | NS   | NS   | —    | NS   |
| Olympijské hry     | Časovka        | Nejelo se | Nejelo se | Nejelo se | Nejelo se | —    | NS   | NS   | —    | NS   |
| Mistrovství světa  | Silniční závod | —         | —         | 18        | 33        | 37   | 19   | 3    | 1    |      |
| Mistrovství světa  | Časovka        | —         | —         | —         | —         | 10   | 6    | 21   | —    |      |
| Mistrovství Evropy | Silniční závod | —         | —         | —         | —         | 5    | —    | —    | —    |      |
| Mistrovství Evropy | Časovka        | —         | —         | —         | —         | 12   | —    | —    | —    |      |
| Národní šampionát  | Silniční závod | —         | 6         | 7         | 2         | 5    | —    | 1    | —    | —    |
| Národní šampionát  | Časovka        | 5         | 2         | 1         | 1         | 3    | —    | 1    | —    | —    |

| —   | Nezúčastnil se |
| DNF | Nedokončil     |
| NS  | Nekonalo se    |
| JS  | Jede se        |

### Cyklokros
2018–2019
 národní šampion v cyklokrosu
2021–2022
Slovinský pohár
vítěz Lublaň